# أفينيون فوت 84
أفينيون فوت 84 (بالفرنسية: Avenir Club avignonnais)‏ هو نادي كرة قدم فرنسي تأسس في 1931 ، يقع مقره الرئيسي في أفينيون.

## وصلات خارجية
- الموقع الرسمي